# Dragey-Ronthon
Dragey-Ronthon – miejscowość i gmina we Francji, w regionie Normandia, w departamencie Manche.
Według danych na rok 1990 gminę zamieszkiwało 571 osób, a gęstość zaludnienia wynosiła 38 osób/km² (wśród 1815 gmin Dolnej Normandii Dragey-Ronthon plasuje się na 393. miejscu pod względem liczby ludności, natomiast pod względem powierzchni na miejscu 240.).